# Batman: Arkham City
Batman: Arkham City – przygodowa gra akcji z 2011 roku stworzona przez Rocksteady Studios, a wydana przez Warner Bros. Interactive Entertainment. Bazuje na komiksach wydawnictwa DC o Batmanie i stanowi kontynuację Batman: Arkham Asylum z 2009 roku oraz drugą część serii Batman: Arkham. Scenariusz do niej napisali Paul Dini, wieloletni autor opowieści o Batmanie, oraz Paul Crocker i Sefton Hill, czerpiący z rozwijanego od kilkudziesięciu lat uniwersum. W ramach głównego wątku fabularnego Batman trafia do Arkham City – dawnych slumsów Gotham City przekształconych w superwięzienie – gdzie musi odkryć tajemnicę kryjącą się za złowrogim planem opracowanym przez naczelnika placówki, Hugona Strange’a. Głosów głównym bohaterom użyczają aktorzy dubbingujący wcześniej te postacie w DC Animated Universe – Kevin Conroy i Mark Hamill, którzy powracają do ról Batmana i Jokera.
Wydarzenia przedstawione są z perspektywy trzeciej osoby, a Batman do eksploracji i walki wykorzystuje umiejętności skradania się i detektywistyczne, jak również gadżety. Postać może swobodnie przemierzać Arkham City, wchodzić w interakcje z bohaterami niezależnymi, uzyskiwać dostęp do nowych obszarów (albo rozwijając główny wątek fabularny, albo po zdobyciu odpowiednich gadżetów) oraz wykonywać zadania poboczne. Te ostatnie odblokowują dodatkową zawartość i przedmioty do zebrania. Sojuszniczką Batmana jest Kobieta-Kot, będąca drugą grywalną postacią i mającą własną kampanię fabularną, która rozgrywa się równolegle do głównego wątku gry.
Pierwsze pomysły na grę powstały jeszcze podczas produkcji Arkham Asylum, a prace nad Arkham City rozpoczęły się w lutym 2009. Kampania promocyjna gry trwała ponad rok i przeznaczono na nią ponad dziesięć milionów dolarów amerykańskich. Światowa premiera gry miała miejsce w październiku 2011 na konsolach PlayStation 3 i Xbox 360, z kolei wersja na komputery osobiste z systemem operacyjnym Microsoft Windows wydana została w listopadzie. Arkham City spotkało się z powszechnym uznaniem krytyków, chwalących przede wszystkim narrację, projekt postaci i świata, ścieżkę dźwiękową oraz umiejętności Batmana. Według agregatora recenzji Metacritic była najlepiej ocenianą grą 2011, ex æquo z The Elder Scrolls V: Skyrim, zdobyła również liczne nagrody, w tym dla gry roku, najlepszej gry akcji oraz za najlepszą ścieżkę dźwiękową. Podobnie jak poprzedniczka, znalazła się na wielu listach najlepszych gier wszech czasów. W grudniu 2012 na urządzenia mobilne wydany został spin-off, Batman: Arkham City Lockdown. Doczekała się kilku reedycji, w tym m.in. wydania gry roku, portów na Wii U i urządzenia z systemem OS X, jak również odświeżonej wersji na konsole PlayStation 4 i Xbox One. W październiku 2013 wydany został prequel serii, Batman: Arkham Origins, a w czerwcu 2015 bezpośrednia kontynuacja – Batman: Arkham Knight.

## Rozgrywka
Batman: Arkham City jest przygodową grą akcji w otwartym świecie z elementami skradanki. Wydarzenia obserwowane są z perspektywy trzeciej osoby, a gracz może swobodnie obracać kamerą wokół postaci. Akcja umiejscowiona jest w Arkham City, w którego granicach Batman może swobodnie przemieszczać się od samego początku. Gracz może przemierzać świat gry po cichu, używając kombinacji skradania się i odpowiednich gadżetów do obezwładniania przeciwników. Do szybowania  Batman może używać swojej peleryny, pikując i wzbijając się, żeby przebywać większe odległości. Do niedostępnych inaczej krawędzi może dostać się za pomocą wyrzutni linek. Postać ma do swojej dyspozycji także „tryb detektywa”, w którym odpowiednim kolorem podkreślane są przedmioty do zebrania, wskazówki czy stany postaci. W trybie tym możliwe jest również prowadzenie czynności dochodzeniowych, jak chociażby analiza trajektorii wystrzelonych pocisków. Gracz ma dostęp do bazy danych o przestępcach, w której znajdują się łamigłówki kryminalistyczne i możliwe do zhakowania częstotliwości.
Używając usprawnionego systemu walki „Freeflow” z Arkham Asylum, gracz może kontrować większą liczbę ataków jednocześnie, łapać rzucone w jego kierunku przedmioty, atakować z powietrza i wyprowadzać dłuższe serie ciosów. W walce użyta może zostać również większość gadżetów Batmana. Przeciwnicy wyposażeni są w pancerze i bronie różnych rodzajów, jak kije baseballowe i gazrurki zadające mniejsze obrażenia, które można skontrować, podczas gdy broń palna zadaje głównemu bohaterowi znaczne obrażenia. Niektórych przeciwników należy najpierw rozbroić, zanim możliwe będzie ich zneutralizowanie: wyposażonych w pałkę elektryczną można zaatakować wyłącznie od tyłu, tarczowników trzeba rozbroić atakiem z góry, a opancerzonych należy najpierw ogłuszyć serią szybkich ciosów. Większych wrogów można zneutralizować przy użyciu ogłuszeń i ataków kombinacyjnych, a następnie wykorzystać do powalenia ich sojuszników. Przemieszczanie się po Arkham City utrudnia wojna gangów prowadzona pomiędzy zwolennikami poszczególnych superprzestępców. Większość wykonywanych przez Batmana czynności, w tym chociażby walka, nagradzanych jest punktami doświadczenia, a po zgromadzeniu odpowiedniej ich liczby zamieniane są na punkty modyfikacji, które można przeznaczyć na ulepszenia stroju, gadżetów, umiejętności w walce i skradania się. W każdej z tych kategorii znajduje się około piętnastu różnych ulepszeń. Przykładowo, ulepszenie wyrzutni linek pozwala na zdalne rozbrajanie wrogów, a ulepszanie umiejętności walki umożliwia łatwiejsze aktywowanie ataków specjalnych.
Część gadżetów, jakie postać zdobyła w Arkham Asylum, jest dostępna w Arkham City od samego początku, podczas gdy inne należy zdobyć ponownie podczas gry. Większość powracających przedmiotów otrzymała nowe funkcje, np. deszyfrator kryptograficzny używany wcześniej do obchodzenia zabezpieczeń można wykorzystać do monitorowania radiowych fal krótkich, a wyrzutnia lin może zostać użyta jako linoskocznia i umożliwia zmianę kierunku podczas lotu. Wśród innych przedmiotów powracających z pierwszej części są m.in. zdalnie sterowany batarang, wybuchowy żel, w drugiej części umożliwiający powalenie przeciwników w walce i linka z hakiem, w Arkham City pozwalająca zaczepiać się o powierzchnie i wybijać z nich, zwiększając odległości pokonywane podczas lotu. Nowe gadżety Batmana to bomby dymne dezorientujące przeciwników, impuls elektryczny ogłuszający wrogów i aktywujący urządzenia, mroźny wybuch – granaty zamrażające wrogów i tworzące na wodzie tymczasowe platformy – oraz zakłócacz, pozwalający na zdalne dezaktywowanie broni i min. Przejście gry zajmuje około czterdziestu godzin, z czego dwadzieścia pięć przypada na główny wątek fabularny, a piętnaście na zadania poboczne. Te drugie można wykonywać w dowolnym momencie, a pojawiają się w nich postacie znane z uniwersum Batmana. Jedna z nich – Człowiek-Zagadka – wyzywa Batmana do wykonania 440 jego opcjonalnych „wyzwań”. Większość z nich polega na zbieraniu trofeów ukrytych w całym Arkham, najczęściej za pułapkami i przeszkodami, które należy najpierw zneutralizować przy użyciu gadżetów. Gracz może oznaczać napotkane trofea, których nie może jeszcze zdobyć, jeżeli nie ma wymaganego gadżetu, jak również poznawać ich położenie przesłuchując pomocników Człowieka-Zagadki. Inne wyzwania – środowiskowe – polegają na odnalezieniu określonych przedmiotów albo miejsc, za co gracz nagradzany jest związanymi z nimi opowieściami. Kolejnym rodzajem tych wyzwań jest identyfikowanie w trybie detektywa niewidocznych inaczej znaków zapytania, do czego konieczne jest ustawienie się w odpowiednim miejscu. Po zaliczeniu określonej liczby wyzwań Batman musi ratować cywilów uwięzionych przez Człowieka-Zagadkę w śmiertelnych pułapkach.
Po ukończeniu Arkham City na poziomie trudności normalnym lub trudnym odblokowywany zostaje tryb nowej gry plus, pozwalający rozegrać fabułę od nowa, zachowując wszystkie zdobyte wcześniej gadżety, umiejętności i doświadczenie. W trybie tym wrogowie są trudniejsi do pokonania i wyłączone zostają ikony ostrzegające o nadchodzących atakach. W grze dostępne są również mapy wyzwań niepowiązane z fabułą. Każda z nich stawia przed graczem określony cel do zrealizowania, jak chociażby wyeliminowanie fal wrogów, eliminowanie przeciwników w trybie skradania się, pozostając niezauważonym, czy jak najskuteczniejsze przemieszczanie się po mieście. Metoda i różnorodność taktyk zastosowanych do zrealizowania celu przekłada się na wynik punktowy, zamieszczany następnie w rankingach i możliwy do porównania z wynikami innych graczy.
Po zainstalowaniu dodatku Kobieta-Kot możliwe jest rozegranie dodatkowej kampanii tą postacią. Koncentruje się ona na skoku, którego chce dokonać Kobieta-Kot, i w określonych miejscach łączy się z główną fabułą Arkham City. W walce postać polega na swojej zwinności, a do jej dyspozycji oddano takie bronie jak rękawice, bolas i bicz. Część wyzwań Człowieka-Zagadki przeznaczona jest wyłącznie dla Kobiety-Kot i tylko ona może je zebrać. Gra umożliwia również granie jako Robin (Tim Drake) i Nightwing (Dick Grayson), dla których również opracowano unikalne zdolności i gadżety. Obie postacie dostępne są w mapach wyzwań, a dla Robina dodatkowo opracowano krótką kampanię.
W wersjach na PlayStation 3 i Xboksa 360 dostępny jest tryb stereoskopowego 3D dla telewizorów 3D HDTV, jak również standardowych HDTV, gdzie do uzyskania efektu trójwymiarowego wymagane są anaglificzne okulary, podczas gdy wersja Windows na kompatybilnych monitorach wspiera technologię 3D Vision Nvidii. Do osiągnięcia efektu trójwymiarowego wykorzystano TriOviz for Games Technology zintegrowaną z Unreal Engine 3. W wydaniu na Wii U wykorzystano kontroler dotykowy, za pomocą którego można zarządzać wyposażeniem i ulepszeniami Batmana, wybierać ładunki wybuchowego żelu do detonacji i przeglądać mapę miasta. Dodatkowo wersja na tę konsolę wprowadziła tryb sonaru, zaznaczający pobliskie miejsca godne uwagi, oraz Battle Armored Tech Mode (BAT Mode) pozwalający Batmanowi gromadzić energię podczas walki, a po jego aktywacji zadawać zwiększone obrażenia.

## Opis
W Arkham City pojawia się wiele postaci znanych z komiksów o Batmanie. Poza samym Mrocznym Rycerzem (Kevin Conroy), postaciami powracającymi z Arkham Asylum są: Joker (Mark Hamill); Quincy Sharp (Tom Kane) – wcześniej naczelnik Azylu Arkham, obecnie burmistrz Gotham City; komisarz policji James Gordon (David Kaye) i reporter Jack Ryder (James Horan). Wśród powracających złoczyńców znaleźli się Człowiek-Zagadka (Wally Wingert), Victor Zsasz (Danny Jacobs), Bane (Fred Tatasciore) i Trujący Bluszcz (Tasia Valenza). Pojawia się również Harley Quinn, dubbingowana przez Tarę Strong, która zastąpiła Arleen Sorkin. Wśród debiutujących w drugiej części sojuszników Batmana znajdują się Kobieta-Kot (Grey DeLisle), Robin (Troy Baker) i Alfred Pennyworth (Martin Jarvis), który – podobnie jak Wyrocznia (Kimberly Brooks) – wspiera Batmana za pośrednictwem łączności radiowej. Wyłącznie w trybie wyzwań pojawia się również Nightwing.
Innymi postaciami debiutującymi w serii są naczelnik Arkham City Hugo Strange (Corey Burton), Dwie Twarze (Baker) i Pingwin (Nolan North). Stana Katić użyczyła głosu Talii al Ghūl, a Maurice LaMarche Panu Freeze’owi i Człowiekowi-Kalendarzowi. Wśród innych postaci znajdują się zombie Solomon Grundy (Tatasciore); zmiennokształtny Clayface (Rick D. Wasserman); przywódca Ligi Zabójców Rā’s al Ghūl; kontrolujący umysły Szalony Kapelusznik (Peter MacNicol); zabójca Deadshot (Chris Cox), który przeniknął do Arkham, żeby wyeliminować kilka znaczących celów; złoczyńca Hush (Conroy), tajemniczy Azrael (Khary Payton) i reporterka Vicki Vale (DeLisle). Gościnnie pojawiają się Czarna Maska (North), Zabójczy Kroko (Steven Blum) i Nora Fries, żona Freeze’a.

### Świat gry
Akcja osadzona jest osiemnaście miesięcy po wydarzeniach z Arkham Asylum. Quincy Sharp, ówczesny naczelnik Azylu, przypisał sobie wyłączną zasługę za powstrzymanie Jokera, co pomogło mu wygrać wybory na burmistrza Gotham. Po pewnym czasie stwierdza, że Azyl i Zakład Karny Blackgate nie są już w stanie pomieścić zsyłanych tam przestępców, postanawia więc zamknąć obie placówki, kupuje część największych slumsów w mieście i przekształca je w Arkham City – otoczone murem superwięzienie. Naczelnikiem nowo powstałej placówki zostaje Hugo Strange, który manipuluje Sharpem, a jej bezpieczeństwo zostaje powierzone prywatnej firmie paramilitarnej Tyger Security. Strange pozwala więźniom robić, co im się podoba, o ile nie próbują uciec. Batman postanawia przyjrzeć się bezpieczeństwu tego miejsca, mając obawy, że sytuacja może wymknąć się spod kontroli. W międzyczasie, osadzony w Arkham City, Joker zmaga się ze śmiertelną chorobą wywołaną zażyciem przez niego tytanu.

### Fabuła
Podczas konferencji prasowej Bruce’a Wayne’a, sprzeciwiającego się powstaniu Arkham City, zostaje on aresztowany przez najemników z Tyger i osadzony w Arkham. Strange wyjawia mu, że zna jego podwójną tożsamość, a następnie wypuszcza do innych więźniów. Podczas gdy Strange przygotowuje się do wprowadzenia w życie „Procedury 10”, Wayne’owi udaje się skontaktować z Alfredem, który za pomocą batwingu dostarcza mu strój i wyposażenie Batmana. Ratuje Kobietę-Kota przed Dwiema Twarzami, chcącymi  ją zabić. Kiedy Kobieta-Kot staje się celem Jokera, Batman lokalizuje jego kryjówkę w hucie Sionisa i udaje się z nim na konfrontację, wierząc, że wie on, czym jest Procedura 10.
W hucie Batman dowiaduje się, że niestabilne właściwości formuły tytanu doprowadziły do mutacji w krwi Jokera, powoli  go zabijając. Joker pojmuje Batmana i przetacza mu swoją krew, zakażając go tą samą śmiertelną chorobą. Ujawnia, że skaził również krew do transfuzji w szpitalach Gotham. Chcąc ocalić siebie i niewinnych mieszkańców, Batman poszukuje porwanego przez Pingwina Pana Freeze’a, który rzekomo pracował nad lekarstwem. Odnajduje Pingwina w jego ufortyfikowanej kryjówce, pokonuje jego ludzi i Salomona Grundy’ego, a ostatecznie samego przestępcę i ratuje Freeze’a. Freeze wyjawia, że udało mu się opracować lekarstwo, ale okazało się niestabilne. Batman zakłada, że rozwiązaniem mogą być uzdrawiające właściwości krwi Rā’sa al Ghūla. Udaje mu się odnaleźć kryjówkę Ligi Zabójców, gdzie konfrontuje się z  Rā’sem i Talią – jego córką, a zarazem byłą kochanką Batmana. Dzięki krwi  al Ghūla Freeze’owi udaje się opracować antidotum, to jednak zostaje ukradzione przez Harley Quinn, zanim Batmanowi udaje się go użyć.
Kiedy Batman wraca do Jokera, ten jest już w pełni zdrowy. Podczas ich walki Strange aktywuje Procedurę 10, której celem okazuje się zabicie całej populacji Arkham City i pozbycie się zbrodniczego elementu Gotham. Najemnicy Tyger zaczynają wykonywać egzekucje na więźniach, a Strange ostrzeliwuje getto pociskami ze swojej bazy w Wieży Cudów. Jeden z nich trafia w hutę, grzebiąc Batmana pod gruzami. Zanim Jokerowi udaje się go zabić, pojawia się Talia, która oferuje mu nieśmiertelność w zamian za oszczędzenie Batmana. Po ucieczce z ruin przy pomocy Kobiety-Kot Batman, za namową Alfreda, postanawia powstrzymać Protokół 10, a nie ruszać od razu na pomoc Talii.
Batman dostaje się do Wieży Cudów i dezaktywuje protokół. Okazuje się, że pomysłodawcą całej inicjatywy był Rā’s al Ghūl, który zabija Strange’a za to, że nie udało mu się pokonać Batmana. Umierając, Strange aktywuje „Protokół 11” – autodestrukcję Wieży Cudów. Rā’s popełnia samobójstwo, żeby uniknąć pojmania, a Joker kontaktuje się z Batmanem, grożąc, że zabije Talię, jeżeli nie spotka się z nim w dawnym kinie. Na miejscu Joker domaga się od Batmana lekarstwa, ale zostaje dźgnięty przez Talię, która przyznaje, że ukradła lekarstwo Quinn. Dziewczyna zostaje zabita przez drugiego, wciąż chorego, Jokera.
Jokerem dźgniętym przez Talię okazuje się być zmiennokształtny Clayface, który przez cały czas udawał jego ozdrowioną wersję. Batmanowi udaje się pokonać Clayface’a podczas walki, niszcząc przy tym kino i wpadając do jamy Łazarza  Rā’sa al Ghūla. Batman wypija antidotum i niszczy jamę, za co zostaje zaatakowany przez Jokera, w czasie walki tłucze się fiolka z resztą lekarstwa. Batman przyznaje, że mimo wszystkiego, co zrobił Joker, uratowałby go, a ten po chwili umiera z szyderczym uśmiechem na twarzy. Batman wynosi jego ciało z Arkham City, nie odpowiadając na pytania Gordona o to, co stało się w środku, kładąc jedynie ciało Jokera na masce radiowozu i odchodząc w milczeniu.

## Produkcja

### Faza koncepcyjna

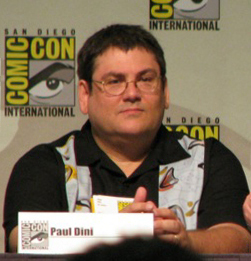
Paul Dini, współscenarzysta gry (2007)

Rocksteady rozpoczęło gromadzenie pomysłów na kontynuację jeszcze przed ukończeniem prac nad Arkham Asylum, chcąc, żeby obie gry były ze sobą bezpośrednio powiązane. W tym celu w biurze Sharpa w Azylu Arkham ukryto tajne pomieszczenie ze wskazówkami odnośnie do miejsca akcji drugiej części, w którym znajdowały się m.in. schematy Arkham City – bardzo zbliżone do ostatecznej wersji więzienia w grze. Zamierzeniem twórców było przeniesienie akcji z wyspy na ulice Gotham przy jednoczesnym zachowaniu poziomu szczegółowości, jakim charakteryzował się Azyl. Chciano, żeby w grze znalazły się miejsca znane z uniwersum Batmana i mające dla niego znaczenie, a nie zwykłe, niewyróżniające się ulice. Początkowo studio nie miało pewności, czy ograniczenia techniczne konsol siódmej generacji nie będą rzutowały na możliwość zrealizowania tych założeń.
Właściwa faza koncepcyjna rozpoczęła się w lutym 2009, kiedy ostatecznie zakończono prace nad Arkham Asylum. Ponieważ w pierwszej części Batman mógł przemieszczać się pomiędzy budynkami kompleksu Azylu Arkham, naturalne wydawało się zastosowanie tej koncepcji w odniesieniu do miasta. Studio zdecydowało się nie umieszczać w grze batmobilu, ponieważ przemieszczanie się w nim po zniszczonej infrastrukturze drogowej Arkham City byłoby trudne. Uznano, że możliwości szybowania Batmana są zupełnie wystarczające, a posadzenie go w jakimkolwiek pojeździe znacząco zmieniłoby grę. Sefton Hill, reżyser Arkham City, stwierdził, że kluczowym celem gry było sprawienie, żeby gracz „poczuł się jak Batman w Gotham”. Conroy uznał kontynuację za „naprawdę mroczną”, porównując ją do filmu animowanego Batman: Nowy bohater – Powrót Jokera: „Pojawia się w niej wielu przeciwników i podąża w tym samym kierunku – jest mroczna”.

### Projekt
Żeby zrealizować ideę „Batmana w Gotham”, rozwinięto wachlarz ruchów i czynności postaci. Chociaż opracowano kilka koncepcji nowych ruchów, gadżetów i umiejętności, do gry trafiły wyłącznie te, które uznano za pasujące do Batmana. Zdecydowano również, żeby postać rozpoczynała grę z gadżetami zdobytymi w pierwszej części, co miało spotęgować wrażenie, że jest w pełni przygotowana na to, że sytuacja z Arkham City będzie oznaczała kłopoty. Twórcy przestudiowali rozgrywkę i system walki Arkham Asylum i wzbogacili je o nowe ruchy w ramach naturalnego rozszerzenia tych mechanik, kierując się ideą: „dodać więcej głębi do rozrywki, a nie fundamentalnie ją zmieniać”. Podwojono liczbę animacji, co miało odzwierciedlać większą liczbę dostępnych ruchów. Zdecydowano się na zmodyfikowanie trybu detektywa podświetlającego określone obiekty w grze, ponieważ uznano, że w pierwszej części był on zbyt przydatny, przez co część graczy korzystała z niego niemal przez cały czas. Zmieniono również efekty wizualne podczas jego korzystania, żeby dostosować je do estetyki gry. Jednym z pomysłów było ograniczenie czasu, przez jaki postać może korzystać z tego trybu, ostatecznie uznano jednak, że „Batman nie zrobiłby takiego gadżetu”. Zamiast tego tryb zaprojektowano tak, żeby był trudny w użyciu w określonych sytuacjach, w tym m.in. utrudniał nawigację, a podczas walki – kiedy Batman odnosił obrażenia – powodował rozmycie obrazu. Dyrektor artystyczny David Hego opisał nowy tryb detektywa jako „tryb rozszerzonej rzeczywistości”.
Innym sposobem, w jaki twórcy chcieli ulepszyć grę, było zwiększenie dostępnego świata. Arkham City jest pięciokrotnie większe od Arkham Asylum, a możliwości przemieszczania się zostały rozszerzone, mając dawać graczowi „swobodę i radość z szybowania pomiędzy alejkami i wznoszenia się ponad skyline”. Chociaż koncept został porównany do gry z otwartym światem, Hill zaznaczył, że taka swoboda nie pasowałaby do produkcji o Batmanie, ponieważ ograniczałaby atmosferę, którą chciano stworzyć, a Arkham City zaprojektowano w taki sposób, żeby gracz myślał jak Batman. Jako kontrapunkt dla większej skali świata chciano umieścić w nim większą liczbę wyzwań i zadań pobocznych bez jednoczesnego odciągania gracza od głównego wątku fabularnego, żeby bezustannie był on świadomy „ogromnej presji stojących przed nim wyzwań”. Trofea Człowieka-Zagadki zostały zaprojektowane pod koniec prac nad grą i umieszczone we wszystkich obszarach mapy w taki sposób, żeby nie przesadzić z ich liczbą, która ostatecznie zamknęła się w 440. Celem twórców było zachęcenie graczy do kreatywności i używania gadżetów, żeby zdobyć trofea, zamiast umieszczać je w niewidocznych bądź trudno dostępnych miejscach, jak często robiły to inne gry.
Ze względu na większy rozmiar świata, w grze pojawiło się więcej złoczyńców, mających zwiększyć wyzwanie, przed jakim staje Batman. Na głównego antagonistę wybrano Hugona Strange’a, ponieważ to jego wpływy i zdolności manipulowania ludźmi pozwoliły na powstanie Arkham City. Strange jest świadomy prawdziwej tożsamości Batmana, przez co ten – według Hilla – „stał się podatny i obnażony jak nigdy wcześniej”. Zaznaczył, że chociaż Strange jest postacią nieznaną większości graczy, to jego charakter i tło fabularne zostały szczegółowo nakreślone w grze. Kobieta-Kot pojawiła się ze względu na jej długą historię relacji z Batmanem. Ma własny cel, który realizuje równolegle z wydarzeniami mającymi miejsce w Arkham City. Początkowo jej misja miała zakończyć się udzieleniem pomocy Batmanowi, jednak na późniejszym etapie produkcji zdecydowano, żeby dać graczowi alternatywny wybór, pozwalając moralnie niejednoznacznej postaci opuścić miasto ze zdobytym łupem. Obranie alternatywnej ścieżki skutkuje przedwczesnym ekranem „koniec gry” i koniecznością obrania tej, w której Kobieta-Kot pomaga Batmanowi. Wygląd Robina został zmieniony, ma on ogoloną głowę i zupełnie inny kostium – postać tę zaprojektowano tak, żeby odejść od tradycyjnego przedstawienia „Cudownego Chłopaka”. Według Kana Mutfica, starszego projektanta gry, studio chciało przedstawić Robina jako „młodziaka z problemami, który jest spokojny i introwertyczny, ale sprowokowany staje się bardzo niebezpieczny i agresywny”. Ogolona głowa inspirowana była walkami w klatkach, które według twórców mogły być zajęciem Robina w wolnym czasie. Pomimo całkowitej zmiany kostiumu, zachowano ikoniczne elementy wyglądu tej postaci, takie jak czerwono-żółta kolorystyka stroju, peleryna i maska. Początkowo Robin nie miał pojawiać się w głównym wątku fabularnym, później uznano jednak, że jest on sensowną opcją na dostarczanie Batmanowi nowych gadżetów, co dodatkowo pozwoli twórcom przedstawić ich interpretację tej postaci i jej relacji z Batmanem.
Rocksteady chciało, żeby gra każdą z postaci – Batmanem, Kobietą-Kot i Robinem – różniła się od siebie i zapewniała trzy różne doświadczenia. W celu odzwierciedlenia tego, że Arkham City jest tyglem, w którym mieszają się ludzie o różnych charakterach, w więzieniu umieszczono różnych ikonicznych przestępców. Zamiast wybrać tylko kilku i skoncentrować się na nich, twórcy postawili na większą liczbę postaci i bardziej skondensowane historie, żeby wzmocnić wrażenie przebywania w superwięzieniu pełnego superprzestępców. Twórcy już na wczesnym etapie zdecydowali, że Joker umrze; zrodziło to pomysł, żeby zaraził Batmana swoją chorobą, co dawało możliwość przedstawienia, jak dwie zupełnie różne od siebie postacie będą działać ze sobą mając wspólny cel. Warner Bros. i Dini nie protestowali przeciwko uśmierceniu postaci, zaznaczając jednak, że nie może zostać to wykorzystane jako tani chwyt mający jedynie zszokować graczy, a dodatkowo konieczne musi być wyjaśnienie, że nie była to wina Batmana, ponieważ nigdy nie zabiłby kogoś z rozmysłem. Przez pewien czas rozważano wprowadzenie trybu wieloosobowego, ostatecznie jednak z niego zrezygnowano. Według Hilla studio stwierdziło, że zamiast marnować zasoby i czas na opracowywanie komponentu sieciowego, lepiej będzie zrobić jeszcze lepszą grę dla jednego gracza.
W celu zróżnicowania miasta określone jego obszary zostały zaprojektowane pod kontrolujących je przestępców. Według Daksa Ginna, kierownika ds. marketingu w Rocksteady Games: „Jeżeli wejdziesz na terytorium Jokera, odniesiesz wrażenie, że wszystko jest z nim związane. Wszystko – graffiti, znaki czy coś jeszcze innego – pogłębia wrażenie związanego z Jokerem. Z tego względu nasz zespół artystyczny naprawdę się napracował, żeby przejście pomiędzy terenami poszczególnych przestępców było zauważalne, co miało wzbudzić w graczu wrażenie, jakby przenosił się w inną przestrzeń emocjonalną”. Architektura nosi cechy dziewiętnastowiecznej secesji, przykładowo Wieża Cudów inspirowana jest wieżą Eiffla, podczas gdy w projekcie postaci zauważalny jest współczesny hiperrealizm. Żeby uczynić miejsca interesującymi, wypełniano je elementami kontrastującymi z ich podstawową paletą kolorów. Przykładowo, huta Jokera, operująca pomarańczami i czerwieniami, upstrzona została wielkimi białymi twarzami clownów. Żeby stworzyć bardziej zróżnicowane miasto i zbudować „naturalne środowisko miejskie” dla Batmana, Rocksteady zatrudniło dodatkowych pracowników, przez co zespół powiększył się z siedemdziesięciu pięciu do ponad stu osób.

### Muzyka
Premierze gry towarzyszyło pojawienie się dwóch albumów muzycznych wydanych przez WaterTower Music. Batman: Arkham City – Original Video Game Score wydany został 18 października 2011 i zawiera dziewiętnaście utworów Nicka Arundela i Rona Fisha skomponowanych na potrzeby gry. 4 października wydano Batman: Arkham City – The Album, zawierający jedenaście piosenek inspirowanych grą, wykonywanych przez artystów głównego nurtu, w tym m.in. przez Daughtry, Panic! at the Disco, Coheed and Cambria czy Serja Tankiana. Kolekcjonerskie wydanie zawierało dodatkową piosenkę „In the Shadow” zespołu A Place to Bury Strangers, a wydanie deluxe dodatkowo część utworów skomponowanych przez Arundela.
| Lista utworów Batman: Arkham City – Original Video Game Score – 2011 | Lista utworów Batman: Arkham City – Original Video Game Score – 2011 | Lista utworów Batman: Arkham City – Original Video Game Score – 2011 |
| Nr                                                                   | Tytuł utworu                                                         | Długość                                                              |
| -------------------------------------------------------------------- | -------------------------------------------------------------------- | -------------------------------------------------------------------- |
| 1.                                                                   | „Arkham City Main Theme” (Nick Arundel)                              | 2:47                                                                 |
| 2.                                                                   | „Sorry, Boys” (Nick Arundel)                                         | 1:49                                                                 |
| 3.                                                                   | „A Monument to Your Failure” (Ron Fish)                              | 1:56                                                                 |
| 4.                                                                   | „Have You Got My Location” (Nick Arundel)                            | 4:20                                                                 |
| 5.                                                                   | „This Court is Now in Session” (Nick Arundel)                        | 2:16                                                                 |
| 6.                                                                   | „It Was The Joker” (Nick Arundel)                                    | 2:19                                                                 |
| 7.                                                                   | „I Think You Should Do as He Says” (Nick Arundel)                    | 2:35                                                                 |
| 8.                                                                   | „Refusal Will Not Be Tolerated” (Nick Arundel)                       | 2:44                                                                 |
| 9.                                                                   | „Wham! Gotcha!” (Nick Arundel)                                       | 3:29                                                                 |
| 10.                                                                  | „Let’s Hear Him Squeal” (Nick Arundel)                               | 3:01                                                                 |
| 11.                                                                  | „I Know What You Guys Are Thinking” (Nick Arundel)                   | 3:34                                                                 |
| 12.                                                                  | „It’s Initiation Time” (Nick Arundel)                                | 1:59                                                                 |
| 13.                                                                  | „What’s He Doing Here?” (Nick Arundel)                               | 2:14                                                                 |
| 14.                                                                  | „How Does it Feel, Pig?” (The Flight)                                | 2:19                                                                 |
| 15.                                                                  | „Call Him Off” (Nick Arundel)                                        | 4:36                                                                 |
| 16.                                                                  | „You Should Have Listened to My Warning” (Nick Arundel)              | 2:10                                                                 |
| 17.                                                                  | „You Need to Think This Through” (Nick Arundel)                      | 2:43                                                                 |
| 18.                                                                  | „Bring Her Back to Me” (Ron Fish)                                    | 2:08                                                                 |
| 19.                                                                  | „It’s Not Even Breakfast” (Nick Arundel, Ron Fish)                   | 3:51                                                                 |
|                                                                      |                                                                      | 52:50                                                                |

| Lista utworów Batman: Arkham City – The Album – 2011 | Lista utworów Batman: Arkham City – The Album – 2011 | Lista utworów Batman: Arkham City – The Album – 2011 |
| Nr                                                   | Tytuł utworu                                         | Długość                                              |
| ---------------------------------------------------- | ---------------------------------------------------- | ---------------------------------------------------- |
| 1.                                                   | „Mercenary” (Panic! at the Disco)                    | 2:41                                                 |
| 2.                                                   | „Deranged” (Coheed and Cambria)                      | 4:26                                                 |
| 3.                                                   | „Creature” (The Duke Spirit)                         | 2:32                                                 |
| 4.                                                   | „Shadow on the Run” (Black Rebel Motorcycle Club)    | 4:48                                                 |
| 5.                                                   | „Afterdark” (Blaqk Audio)                            | 4:26                                                 |
| 6.                                                   | „Oh, Stranger” (The Raveonettes)                     | 3:19                                                 |
| 7.                                                   | „The Years” (Crosses)                                | 4:01                                                 |
| 8.                                                   | „Trophy Widow” (The Damned Things)                   | 3:45                                                 |
| 9.                                                   | „Drown in You” (Daughtry)                            | 4:22                                                 |
| 10.                                                  | „Losing You” (The Boxer Rebellion)                   | 3:34                                                 |
| 11.                                                  | „Total Paranoia” (Serj Tankian)                      | 2:56                                                 |
|                                                      |                                                      | 40:50                                                |

## Marketing

Banner reklamujący grę podczas San Diego Comic Con 2011

Kampania marketingowa gry została zaplanowana z celem dotarcia do odbiorców nieinteresujących się superbohaterami, w tym przede wszystkim do fanów strzelanek pierwszoosobowych typu Call of Duty. Zespół marketingowy Warner Bros. stwierdził, że status Batmana jako ikony popkultury i superbohatera jest niepodważalny i niemożliwy do ukrycia, w kampanii promocyjnej postanowiono więc położyć nacisk na te aspekty postaci, które mogą spodobać się miłośnikom strzelanek i gier akcji. W finalnej kampanii wykorzystano czarno-białe okładki i grafiki, inspirowane czarno-białymi zdjęciami ikonicznych osób, jak wynalazca Steve Jobs czy aktor James Dean. Uznano, że podkreślone krwią i skąpane w świetle obrazy odchodzą od klasycznego wizerunku superbohatera i akcentują człowieczeństwo Batmana. Grafiki z czarno-białej kampanii znalazły się na okładkach stu dwudziestu magazynów poświęconych grom komputerowym, sama zaś akcja była skierowana do około piętnastu milionów konsumentów korzystających z mediów społecznościowych i produktów Warner Bros. W celu promocji gry wykorzystano również marketing wirusowy oraz wyczyny kaskaderskie osób w przebraniu Batmana. Do kwietnia 2012 roku trzy zwiastuny prezentujące rozgrywkę zostały obejrzane przez około sześć milionów osób. Kampania wirusowa obejmowała szereg nagrań dźwiękowych z rozmów prowadzonych pomiędzy postaciami, w tym m.in. Hugona Strange’a, Quincy’ego Sharpa, Człowieka-Zagadkę i Pingwina, które można było znaleźć poprzez rozwiązanie zagadki. Opracowanie całej kampanii marketingowej zajęło ponad rok, a jej szacowany koszt to co najmniej dziesięć milionów dolarów amerykańskich, przeznaczonych na stworzenie grafik i filmów promocyjnych, zawartości do pobrania, druk reklam w prasie i na billboardach oraz okolicznościowe wydarzenia.
11 maja 2011 ukazał się pierwszy numer limitowanego, publikowanego co miesiąc komiksu Batman: Arkham City, stanowiącego łącznik pomiędzy Arkham Asylum a drugą częścią serii. Scenariusz do niego napisał Paul Dini, a za rysunki odpowiadał Carlos d’Anda. W ramach promocji gry Warner Bros. stworzyło również zabawki (przy współpracy z Mattelem), kontrolery w kształcie batarangu czy odzież (we współpracy m.in. z Eckō Complex i New Era). Dzień przed premierą sklep Toys “R” Us na Times Square udostępnił do sprzedaży pięćset sztuk gry. Pierwsze sto egzemplarzy zamówionych w przedsprzedaży mogło zostać podpisane przez Jima Lee, Kevina Conroya i Seftona Hilla.

## Dystrybucja
Batman: Arkham City w wersji na PlayStation 3 i Xboksa 360 trafiło do sprzedaży 18 października 2011 roku w Stanach Zjednoczonych, 19 października w Australii, a 21 października w Europie. Australijskie sieci sklepów EB Games i Game nie dotrzymały daty premiery, sprzedając grę od 17 października. Wersja na komputery osobiste miała zadebiutować wraz z konsolowymi, jednak w październiku 2011 przesunięto ją na 18 listopada bez podawania przyczyny. W dniu premiery trafiła do sprzedaży również na platformach Steam, Origin i OnLive. Reedycja Game of the Year Edition na konsole została wydana 29 maja 2012 w Stanach Zjednoczonych i Kanadzie, a w Europie i Australii 7 października. Wyjątkiem była Wielka Brytania, gdzie wydanie to trafiło do sprzedaży 2 listopada.
7 listopada 2011 na urządzeniach z systemem iOS premierę miał spin-off Batman: Arkham City Lockdown opracowany przez NetherRealm Studios. Jego akcja rozgrywa się przed Arkham City, a gracz przy użyciu ekranu dotykowego walczy z przeciwnikami, w tym m.in. z Dwiema Twarzami, Solomonem Grundym, Jokerem i Deathstrokiem. Pokonanie wrogów nagradzane jest punktami, które można wydać na ulepszenie statystyk Batmana bądź odblokowanie gadżetów albo kostiumów.
18 listopada 2012 wydana została wersja przeznaczona na konsolę Wii U, zatytułowana Batman: Arkham City – Armored Edition. Zawierała ona podstawową grę ze wszystkimi dodatkami, jak również tryb Battle Armored Tech, obsługę gamepada i inne ulepszenia. Wersja ta została opracowana przez studia Warner Bros. w Montréalu i Burbanku. 13 grudnia 2012 opracowaną przez Feral Interactive Game of the Year Edition wydano na komputery z systemem operacyjnym OS X.
18 października 2016 wydana została opracowana przez studio Virtuos reedycja Batman: Return to Arkham, przeznaczona na konsole PlayStation 4 i Xbox One. Zawierała ona Arkham Asylum i Arkham City ze wszystkimi wydanymi wcześniej dodatkami. Opracowana została na Unreal Engine 4, oferując ulepszoną grafikę, w tym modele postaci, tekstury, lepsze oświetlenie, efekty i shadery. Pierwotnie jej premiera planowana była na lipiec 2016, została jednak przełożona ze względu na konieczność doszlifowania jej.

### Edycje i zawartość przedpremierowa
Brytyjskie sieci sklepów Game i Gamestation oferowały wydanie Robin Edition, zawierające całą przedpremierową zawartość związaną z Robinem. Do sprzedaży trafiło również kilka wariantów gry w metalowym opakowaniu. Wydanie z Jokerem zawierało m.in. dodatkową płytę z filmem animowanym Batman w cieniu Czerwonego Kaptura; wydane zostały również trzy inne warianty, zawierające podobizny Dwóch Twarzy Pingwina, z kolei czwarty poświęcony był Kobiecie-Kot. Wydanie kolekcjonerskie zawierało statuetkę Bane’a, książkę z grafikami koncepcyjnymi, płytę kompaktową Batman: Arkham City – The Album, DVD z filmem animowanym Batman: Rycerz Gotham, skórkę postaci nawiązującą do filmu Mroczny Rycerz powstaje oraz mapę wyzwań związaną z Pingwinem. W lipcu 2011 ogłoszono, że wersja przeznaczona na komputery z Windowsem będzie wykorzystywała usługę Games for Windows – Live w celu uzyskania dostępu do funkcji sieciowych. 25 października 2011 udostępniono powiązany z Batmanem tematyczny pakiet Xboksa 360, zawierający konsolę w wersji z dyskiem 250 GB, płyty z filmami Batman: Rycerz Gotham i Green Lantern oraz grę Green Lantern: Rise of the Manhunters. Pakiet dostępny był również w wersji z kontrolerem Kinect. 23 kwietnia 2012 wydano reedycję Game of the Year Edition, zawierającą podstawową wersję gry wraz ze wszystkimi dodatkami. W egzemplarzach dostępnych w Stanach Zjednoczonych i Kanadzie znajdował się dodatkowo kod umożliwiający pobranie filmu animowanego Batman: Rok pierwszy.
Warner Bros. nawiązało współpracę ze sprzedawcami na całym świecie, w tym m.in. z  Best Buyem, Amazonem, GameStopem, Game, Gamestation, EB Games, Tesco i Asdą, w celu zaoferowania bonusów do składanych u nich zamówień przedpremierowych. Kody pozwalające pobrać dodatkową zawartość dostępne były wyłącznie u określonych sprzedawców bądź po zakupieniu partnerskiego produktu, np. napoju energetyzującego NOS. W ramach zamówień przedpremierowych otrzymać można było m.in. alternatywne stroje dla postaci, nawiązujące do Mroczny Rycerz powstaje, Batmana: Ziemi Jeden, brązowej ery komiksów czy seriali animowanych Batman i Batman przyszłości. Innymi dodatkowymi elementami były opcjonalne mapy wyzwań, wprowadzające postać Robina (Tima Drake’a) oraz stworzone wyłącznie dla niego ruchy i skórki, jak również nawiązujące do Jokera. Dodatki do zamówień przedpremierowych zostały opisane przez twórców jako „wczesny dostęp” – jeszcze przed premierą gry potwierdzono, że w późniejszym czasie zostaną one udostępnione do kupienia osobno. Liczba zamówień przedpremierowych gry wyniosła ponad 200% więcej niż w przypadku Arkham Asylum.

### Zawartość do pobrania
Nowe egzemplarze gry na PlayStation 3 i Xboksa 360 zawierały kod pozwalający odblokować dodatek Kobieta-Kot, wprowadzający misje, bronie i ruchy związane z tą postacią. Chociaż misje Kobiety-Kot przedstawiane były jako część głównej kampanii fabularnej, 13 października 2011 Warner Bros. ogłosiło, że dostępne będą jedynie dla osób, które zakupiły nowy egzemplarz gry. W przypadku używanych egzemplarzy, zawartość z Kobietą-Kot można było zakupić osobno. Później zapowiedziano, że używane egzemplarze zakupione w GameStopie będą zawierały kod pozwalający na odblokowanie dodatku. Przedstawiciel Warner Bros. potwierdził, że granie jako dodatkowa postać nie jest wymagane do ukończenia gry. W skład Kobiety-Kot wchodzą również dwa dodatkowe stroje dla tej postaci: jeden nawiązujący do serialu animowanego Batman z 1992 roku, a drugi do Długiego Halloween. Wersja przeznaczona na komputery osobiste zawierała już dodatek, bez konieczności jego odblokowywania i pobierania. W dniu premiery na urządzeniach z systemem iOS udostępniono aplikację z mapą Arkham City, ujawniającą położenie wszystkich elementów do zebrania i zawierającą rozwiązania do wyzwań Człowieka-Zagadki.
Po premierze gry udostępnione zostały dodatkowe pakiety. Nightwing wprowadzą tę postać jako postać grywalną w mapach wyzwań, dwie nowe mapy oraz skórkę. Robin (22 listopada) zawierał treści związane z tą postacią, które wcześniej udostępniano w ramach zamówień przedpremierowych. 6 grudnia udostępniony został pakiet skórek dla Batmana, dostępnych wcześniej w przedsprzedaży. 20 grudnia udostępniono pakiet z nowymi mapami wyzwań, z kolei dzień wcześniej na wszystkich platformach za darmo udostępniono skórkę dla Batmana inspirowaną Batman Incorporated.
29 maja 2012 na PlayStation 3 i Xboksie 360 (tydzień później na komputerach osobistych) wydany został dodatek Zemsta Harley Quinn. Oferował ona nową historię, miejsca, przeciwników oraz Batmana i Robina jako grywalne postacie. Fabuła rozgrywała się po zakończeniu Arkham City, po ewakuowaniu superwięzienia, do którego powraca Harley, urządzając się w dawnej kryjówce Jokera. Robin wyrusza na poszukiwania Batmana, który zaginął polując na Quinn, a po śmierci Jokera zaczął zachowywać się inaczej, martwiąc swoich sojuszników. W dniu premiery dodatku zapowiedziano Game of the Year Edition, mającą zawierać zarówno Zemstę Harley Quinn, jak i wszystkie wcześniejsze rozszerzenia.

## Odbiór
Batman: Arkham City spotkało się z powszechnie pozytywnym odbiorem ze strony krytyków. Według agregatora recenzji Metacritic średnia ocen gry, w zależności od platformy, wynosi 91-96/100 (patrz: tabela „Odbiór gry”).
Andrew Reiner z „Game Informer” przyznał Arkham City ocenę 10, nazywając ją „najlepszą grą na licencji w historii”. Stwierdził również, że pobiła Arkham Asylum „pod każdym możliwym względem”. Griffin McElroy z Joystiq chwalił przywiązanie do szczegółów, dopieszczoną mechanikę i środowisko, skrytykował jednak wyzwania Człowieka-Zagadki, nazywając je „frustrującymi”, oraz spotkania z wrogami, mających sprawiać wrażenie „nieciekawych worków do bicia”. Według Christiana Donlana z Eurogamer grze brakowało „elementu zaskoczenia” poprzedniczki, wypowiedział się jednak pozytywnie o poprawkach w walce z bossami, animacjach i skali. Greg Miller z IGN wskazał, że elementami wyróżniającymi Arkham City są „dubbing, wyzwania, niesamowity początek, niebywałe zakończenie i możliwość poczucia się jak Mroczny Rycerz”. Dodał, że misje Kobiety-Kot były miłym urozmaiceniem.
Tom Hoggins z „The Daily Telegraph” docenił poczucie rozwijania  się poprzez odkrywanie i opanowywanie umiejętności postaci i „wyśmienitą brutalność” usprawnionego systemu walki. Chwalił również kampanię Kobiety-Kot jako „znakomitą” i dobrze kontrastującą z siłą Batmana, krytykując jednak jej krótkość. Nick Cowen, redaktor „The Guardian”, uznał Arkham Asylum za najlepszą grę o Batmanie, chwaląc różnorodność misji, galerię ikonicznych postaci i satysfakcjonujące wyzwania Człowieka-Zagadki. Australijski „Official PlayStation Magazine” przyznał grze ocenę 10, uzasadniając, że „to nie tylko najlepsza gra superbohaterska w dziejach, ale jedna z najlepszych gier w historii”. Niemiecki magazyn „Play3” w recenzji zwieńczonej notą 92% nazwał Arkham City „najlepszą grą o superbohaterach, jaka kiedykolwiek powstała”. Brytyjski magazyn „GamesMaster” (97%) uznał, że stanowi „wyznacznik tego, jak powinno oceniać się przyszłe gry komputerowe”.
Batman: Arkham City – Armored Edition na Wii U spotkało się z mniej przychylnym odbiorem recenzentów, ze średnią ocen na poziomie 85/100. Richard Leadbetter z portalu Eurogamer wyraził się niepochlebnie o jej jakości technicznej, w tym o jakości oprawy graficznej i niestałym klatkażu. Ray Carsillo z „Electronic Gaming Monthly” stwierdził, że opcjonalny system BAT czyni niektóre walki zbyt prostymi, a wersja ta jest „wyraźnie gorsza” od pozostałych ze względu na błędy i „rozmaite sztuczki”. Patrick Barnett z „Nintendo World” uznał, że niektóre funkcje kontrolera Wii U sprawiają, że „jest to najlepszy sposób doświadczania Arkham City”, ale część nowych funkcji była „utrapieniem”. JC Fletcher z Joystiq docenił obsługę ekranu dotykowego i pochwalił wykorzystanie rzeczywistości rozszerzonej do eksploracji miejsc zbrodni. Blake Peterson z Game Revolution pochwalił zarządzanie informacjami w czasie rzeczywistym oraz ulepszenia i inwentarz, które czyniły Batmana bardziej podatnym, chociaż Barnett uznał te elementy za wady.
Zemsta Herley Quinn spotkała się z mieszanym przyjęciem – średnia jej ocen wynosi 74/100 w wersji na PlayStation 3 i 72/100 w wersji na Xboksa 360. Greg Miller z IGN wystawił ocenę 9/10, twierdząc, że „tak powinny wyglądać dodatki”, krytykując jednak brak różnorodności misji i niedokończenie pewnych wątków fabularnych. Christian Donlan z Eurogamer stwierdził, że Harley Quinn jest równie dobrym punktem fabularnym, co Joker, a granie Robinem „dawało masę frajdy”, skrytykował jednak dodatek za to, że nie oferuje niczego, czego nie było w podstawowej wersji gry. Recenzent Kotaku był sceptyczny wobec rozszerzenia, twierdząc, że odechciewa mu się przezeń powtórnie przejść grę i określając go mianem „deseru pysznego niczym placek z trucizną”. Uznał Zemstę Harley Quinn za pozbawioną emocji i nieprzekonywającą historię, na którą składają się elementy niewykorzystane w podstawowej wersji gry.

### Sprzedaż
Arkham City jest jedną z najszybciej sprzedających się gier w historii. W pierwszym tygodniu sprzedano dwa miliony egzemplarzy z 4,6 mln dostarczonych do sklepów, podczas gdy Arkham Asylum ogółem rozeszło się w 4,3 mln egzemplarzy. 8 lutego 2012 ogłoszono, że do sklepów dostarczono ponad sześć milionów kopii gry. W ciągu roku od premiery sprzedano ponad 12,5 mln kopii, które wygenerowały przychód w wysokości ponad 600 mln dolarów.
W pierwszym tygodniu sprzedaży w Wielkiej Brytanii Arkham City zajęło pierwsze miejsce na liście najlepiej sprzedających się gier, deklasując FIF-ę 12 w zestawieniu produkcji na PlayStation 3, Xboksa 360 i w zestawieniu ogólnym. Była to czwarta najlepsza premiera roku, po FIF-ie 12, Gears of War 3 i L.A. Noire, a zarazem najlepsza brytyjska premiera gry Warner Bros., podwajająca rekord Arkham Asylum. Pomimo zaledwie dziesięciu tygodni w sprzedaży, zajęła dziesiąte miejsce na liście najlepiej sprzedających się gier 2011 roku, z kolei w 2012 zajęła trzydzieste czwarte miejsce.
Według NPD Group, Arkham City było drugą najlepiej sprzedającą się w październiku 2011 roku grą w Stanach Zjednoczonych – na wszystkich platformach sprzedano wtedy około półtora miliona egzemplarzy. W listopadzie gra znalazła się na dziesiątym miejscu, a w zestawieniu końcoworocznym na dziesiątym. Wypożyczalnia gier GameFly zakomunikowała, że był to najbardziej pożądany tytuł 2011 roku, pokonujący Call of Duty: Modern Warfare 3.

### Nagrody i wyróżnienia
Batman: Arkham City zdobył liczne nagrody i nominacje w rozmaitych plebiscytach najlepszych gier 2011 roku, w tym m.in. Spike Video Game Awards, BAFTA Video Games Awards oraz od Academy of Interactive Arts & Sciences, Amerykańskiej Gildii Scenarzystów i Writers’ Guild of Great Britain (patrz: tabela „Lista nagród i nominacji”). Według agregatora recenzji Metacritic, Arkham City w wersji na PlayStation 3 było najwyżej ocenianą grą 2011; remisując z The Elder Scrolls V: Skyrim. Tym sposobem Arkham City zostało wówczas szóstą najlepiej ocenianą grą w historii.
„The Daily Telegraph” przyznał Arkham City tytuł gry roku i najlepszej ścieżki dźwiękowej, gra była nominowana również za najlepszą reżyserię i dubbing (Mark Hamill i Nolan North), z kolei Rocksteady otrzymało nominację dla najlepszego producenta. Yahoo! Games uznało ją za najlepszą grę roku i najlepszą przygodową grę akcji, z kolei GameTrailers za najlepszą grę przygodową, na Xboksa 360 i komputery osobiste. W 2012 nominowana była do Spike Video Game Awards jako gra dekady. Znalazła się również w licznych zestawieniach najlepszych gier 2011, zajmując m.in. pierwsze miejsce w rankingu E! Online i CNet; drugie w rankingu Gamasutry; trzecie w rankingu Digital Spy, Joystiq, VentureBeat i „Wired”; czwarte w plebiscycie czytelników Gier-Online, piąte w rankingu Associated Press i „Time”; dziesiąte w rankingu „Daily Mirror”. W zestawieniu wielu redakcji na całym świecie została uznana za najlepszą przygodową grę akcji 2011 roku. W lutym 2012 „Game Informer” uznał Arkham City za najlepszą przygodową grę akcji 2011; w tym samym numerze Batmana uznano za jedną z najlepszych postaci, a walkę z Panem Freeze’em umieszczono na czwartym miejscu zestawienia najbardziej pamiętnych momentów.
Arkham City zostało uznane za jedną z najlepszych gier wszech czasów w zestawieniach „Time”, GamingBolt, „Empire” (12. miejsce) i IGN (54. miejsce) oraz za jedną z najlepszych gier dekady według „Entertainment Weekly”, IGN (24. miejsce), Metacritic, „The Hollywood Reporter” i „Forbesa”. IGN umieścił ją na 16. miejscu zestawienia najlepszych gier siódmej generacji konsol, „Game Informer” uznał ją za najlepszą grę superbohaterską w historii, z kolei „PC Gamer” za 68. najlepszą grę na komputery osobiste w historii.
| Rok  | Nagroda / organizacja                          | Kategoria                                    | Nominowany                                                                        | Wynik      |
| ---- | ---------------------------------------------- | -------------------------------------------- | --------------------------------------------------------------------------------- | ---------- |
| 2011 | Game Critics Awards                            | Najlepsza gra targów                         | Batman: Arkham City                                                               | nominacja  |
| 2011 | Game Critics Awards                            | Najlepsza gra przygodowa lub akcji           | Batman: Arkham City                                                               | nominacja  |
| 2011 | Game Critics Awards                            | Najlepsza gra na konsole                     | Batman: Arkham City                                                               | nominacja  |
| 2011 | Spike Video Game Awards                        | Najlepsza przygodowa gra akcji               | Batman: Arkham City                                                               | wygrana    |
| 2011 | Spike Video Game Awards                        | Najlepsza gra na licencji                    | Batman: Arkham City                                                               | wygrana    |
| 2011 | Spike Video Game Awards                        | Najlepsza grafika                            | Batman: Arkham City                                                               | nominacja  |
| 2011 | Spike Video Game Awards                        | Najlepsza muzyka                             | Batman: Arkham City                                                               | nominacja  |
| 2011 | Spike Video Game Awards                        | Najlepsza aktorka                            | Tara Strong za rolę Harley Quinn                                                  | nominacja  |
| 2011 | Spike Video Game Awards                        | Najlepszy aktor                              | Mark Hamill za rolę Jokera                                                        | nominacja  |
| 2011 | Spike Video Game Awards                        | Studio roku                                  | Rocksteady Studios                                                                | nominacja  |
| 2011 | Spike Video Game Awards                        | Najlepsza gra na Xboksa 360                  | Batman: Arkham City                                                               | wygrana    |
| 2011 | Spike Video Game Awards                        | Postać roku                                  | Joker                                                                             | wygrana    |
| 2011 | Spike Video Game Awards                        | Gra roku                                     | Batman: Arkham City                                                               | nominacja  |
| 2011 | Spike Video Game Awards                        | Zwiastun roku                                | zwiastun Hugo Strange                                                             | nominacja  |
| 2011 | Satelita                                       | Najlepsza gra przygodowa lub akcji           | Batman: Arkham City                                                               | wygrana    |
| 2011 | National Academy of Video Game Trade Reviewers | Gra roku                                     | Batman: Arkham City                                                               | nominacja  |
| 2011 | National Academy of Video Game Trade Reviewers | Projekt sterowania, 3D                       | Batman: Arkham City                                                               | wygrana    |
| 2011 | National Academy of Video Game Trade Reviewers | Projek gry, franczyza                        | Batman: Arkham City                                                               | nominacja  |
| 2011 | National Academy of Video Game Trade Reviewers | Oświetlenie / tekstury                       | Batman: Arkham City                                                               | wygrana    |
| 2011 | National Academy of Video Game Trade Reviewers | Najlepsza kontynuacja gry akcji              | Batman: Arkham City                                                               | nominacja  |
| 2011 | BTVA Voice Acting Awards                       | Najlepsza rola męska w grze komputerowej     | Corey Burton za rolę Hugona Strange’a                                             | nominacja  |
| 2011 | BTVA Voice Acting Awards                       | Najlepsza rola męska w grze komputerowej     | Mark Hamill za rolę Jokera                                                        | wygrana    |
| 2011 | BTVA Voice Acting Awards                       | Najlepsza rola żeńska w grze komputerowej    | Grey DeLisle-Griffin za rolę Kobiety-Kot / Seliny Kyle                            | nominacja  |
| 2011 | BTVA Voice Acting Awards                       | Najlepsza rola żeńska w grze komputerowej    | Tara Strong za rolę Harley Quinn / Harleen Quinzel                                | nominacja  |
| 2011 | BTVA Voice Acting Awards                       | Najlepsza obsada głosowa w grze komputerowej | Batman: Arkham City                                                               | wygrana    |
| 2012 | Academy of Interactive Arts & Sciences         | Przygodowa gra roku                          | Batman: Arkham City                                                               | wygrana    |
| 2012 | Academy of Interactive Arts & Sciences         | Gra roku                                     | Batman: Arkham City                                                               | nominacja  |
| 2012 | Academy of Interactive Arts & Sciences         | Najlepsza animacja                           | Batman: Arkham City                                                               | nominacja  |
| 2012 | Academy of Interactive Arts & Sciences         | Najlepszy kierunek artystyczny               | Batman: Arkham City                                                               | nominacja  |
| 2012 | Academy of Interactive Arts & Sciences         | Najlepsza reżyseria                          | Batman: Arkham City                                                               | nominacja  |
| 2012 | Academy of Interactive Arts & Sciences         | Najlepsza inżynieria rozgrywki               | Batman: Arkham City                                                               | nominacja  |
| 2012 | Amerykańska Gildia Scenarzystów                | Najlepszy scenariusz gry komputerowej        | Paul Crocker (główny scenarzysta); Paul Dini, Paul Crocker i Sefton Hill (fabuła) | nominacja  |
| 2012 | Develop Awards 2012                            | Najlepsze wykorzystanie licencji             | Batman: Arkham City                                                               | wygrana    |
| 2012 | International 3D Society                       | Trójwymiarowa gra komputerowa – PC           | Batman: Arkham City                                                               | wygrana    |
| 2012 | Game Developers Choice Awards                  | Najlepszy projekt gry                        | Batman: Arkham City                                                               | nominacja  |
| 2012 | Game Developers Choice Awards                  | Gra roku                                     | Batman: Arkham City                                                               | nominacja  |
| 2012 | Game Audio Network Guild                       | Najlepszy miks audio                         | Batman: Arkham City                                                               | nominacja  |
| 2012 | Game Audio Network Guild                       | Najlepszy wokal chóralny                     | „Main Theme”                                                                      | nominacja  |
| 2012 | Game Audio Network Guild                       | Najlepszy album ze ścieżką dźwiękową         | Batman: Arkham City                                                               | nominacja  |
| 2012 | Game Audio Network Guild                       | Muzyka roku                                  | Batman: Arkham City                                                               | nominacja  |
| 2012 | BAFTA Video Games Awards                       | Gra akcji                                    | Batman: Arkham City                                                               | wygrana    |
| 2012 | BAFTA Video Games Awards                       | Osiągnięcie artystyczne                      | Batman: Arkham City                                                               | nominacja  |
| 2012 | BAFTA Video Games Awards                       | Osiągnięcie dźwiękowe                        | Batman: Arkham City                                                               | nominacja  |
| 2012 | BAFTA Video Games Awards                       | Najlepsza gra                                | Batman: Arkham City                                                               | nominacja  |
| 2012 | BAFTA Video Games Awards                       | Projekt                                      | Batman: Arkham City                                                               | nominacja  |
| 2012 | BAFTA Video Games Awards                       | Gra roku magazynu „Game”                     | Batman: Arkham City                                                               | nominacja  |
| 2012 | BAFTA Video Games Awards                       | Muzyka oryginalna                            | Batman: Arkham City                                                               | nominacja  |
| 2012 | BAFTA Video Games Awards                       | Wykonawca                                    | Mark Hamill za rolę Jokera                                                        | wygrana    |
| 2012 | BAFTA Video Games Awards                       | Historia                                     | Batman: Arkham City                                                               | nominacja  |
| 2012 | Golden Joystick Award                          | Najlepsza przygodowa gra akcji               | Batman: Arkham City                                                               | wygrana    |
| 2012 | Golden Joystick Award                          | Najlepsza zawartość do pobrania              | Batman: Arkham City za Zemstę Harley Quinn                                        | 3. miejsce |
| 2012 | Golden Joystick Award                          | Gra roku                                     | Batman: Arkham City                                                               | nominacja  |
| 2012 | Golden Joystick Award                          | Najlepszy moment w grze                      | Batman: Arkham City za zakończenie                                                | nominacja  |
| 2012 | Spike Video Game Awards                        | Gra dekady                                   | Batman: Arkham City                                                               | nominacja  |
| 2012 | Writers’ Guild of Great Britain                | Najlepszy scenariusz gry komputerowej        | Paul Crocker                                                                      | wygrana    |
| 2012 | Pulcinella Awards                              | Najlepsza animacja interaktywna              | Batman: Arkham City                                                               | wygrana    |

### Problemy techniczne
W tygodniu premiery niektórzy klienci z Kanady, Stanów Zjednoczonych i Wielkiej Brytanii odkryli, że w ich kopiach gry brakuje kodu pozwalającego na rozegranie misji Kobiety-Kot. Warner Bros. wydało oświadczenie, w którym potwierdzono istnienie takiego błędu, mającego występować u mniej niż 0,5% konsumentów. Część graczy z Wielkiej Brytanii spotkała się z błędem technicznym uniemożliwiającym grę, która po uruchomieniu zwracała komunikat o uszkodzonej zawartości do pobrania. Przedstawiciel Rocksteady na Europę stwierdził, że wina leży po stronie usług sieciowych PlayStation Network i Xbox Live.
Na początku listopada 2011 Rocksteady potwierdziło, że bada liczne doniesienia użytkowników Xboksa 360, których zapisy gry zostały usunięte bez żadnego komunikatu. Po premierze wersji na komputery osobiste donoszono o problemach w przypadku korzystania z funkcji DirectX 11; twórcy zalecili, żeby do momentu opublikowania stosownej łatki uruchamiać grę z obsługą DirectX 9.

## Kontynuacje
W kwietniu 2013 zapowiedziano Batman: Arkham Origins. Gra stworzona została przez WB Games Montréal na Microsoft Windows, PlayStation 3, Xboksa 360 i Wii U, a jej premiera miała miejsce 25 października 2013. Jej fabuła osadzona była na kilka lat przed wydarzeniami z Arkham Asylum i przedstawiała historię młodszego oraz mniej doświadczonego Batmana, zmagającego się z nasłanymi na niego zabójcami. Armature Studios opracowało poboczną odsłonę, Batman: Arkham Origins Blackgate, która w dniu premiery Origins została wydana na PlayStation Vitę i Nintendo 3DS. Paul Dini ogłosił, że nie będzie zaangażowany w prace nad kontynuacją i że nie napisał scenariusza do Zemsty Harley Quinn, a Rocksteady i Warner Bros. zasugerowali mu przyjęcie innej pracy, kiedy taką otrzyma.
W marcu 2014 zapowiedziano kontynuację serii, Batman: Arkham Knight, mającą być też jej zwieńczeniem. Gra, przeznaczona na PlayStation 4, Xboksa One i Windowsa, została wydana 23 lipca 2015. Rozgrywa się ona dziewięć miesięcy po wydarzeniach z Arkham City i przedstawia zmagania Batmana ze Strachem na Wróble, którego wspiera m.in. tytułowy Rycerz Arkham.